# Kiki Kogelnik

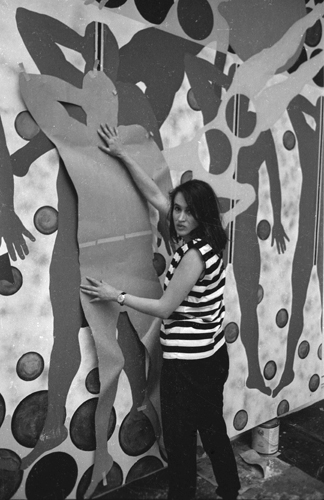
Kiki Kogelnik in den frühen 1960er-Jahren, New York

Kiki Kogelnik (* 22. Jänner 1935 in Graz; † 1. Februar 1997 in Wien) war eine austro-amerikanische Künstlerin. Ihr Werk umfasst Malerei, Skulptur, Grafik, Keramik, Installation (Kunst) und eine Auseinandersetzung mit ungewöhnlichen Materialien, wie Schaumstoff, Vinyl, Bombenhülsen. Kogelnik wird als eine der wenigen aus Österreich stammenden Vertreterinnen und Vertreter der Pop Art bezeichnet, auch wenn sie sich selbst nicht als Pop-Art-Künstlerin betrachtete. Seit 1962 lebte und arbeitete sie in New York, verbrachte aber auch regelmäßig Zeit in Wien und Bleiburg.

## Leben und Werk
Kogelnik verbrachte ihre Kindheit und Jugend weitestgehend in Bleiburg.

### 1950er-Jahre
Kogelnik begann ihre künstlerische Ausbildung 1954 in Wien an der Hochschule für Angewandte Kunst und wechselte im Jahr darauf an die Akademie der bildenden Künste Wiens. Bereits während der Jahre an der Akademie gehörte Kogelnik gemeinsam mit Arnulf Rainer, Wolfgang Hollegha, Josef Mikl, Markus Prachensky und Maria Lassnig zum Kreis der jungen Avantgarde um die Galerie St. Stephan (ab 1964 Galerie nächst St. Stephan) unter der Leitung von Msgr. Otto Mauer. Ihren offiziellen künstlerischen Start erlebte sie nach dem vierjährigen Studium an der Akademie. Der erste umfangreiche Abschnitt des Werkes von Kiki Kogelnik umfasst die abstrakten Bilder. Sie nahm an ersten Gruppenausstellungen der Galerie teil und präsentierte abstrakte Werke, die zum Teil von Serge Poliakoff der École de Paris beeinflusst waren. 1959 und 1960 verweilte Kogelnik immer wieder längere Zeit in Paris und befreundete sich mit dem amerikanischen Künstler Sam Francis, der sie zu ihrer Übersiedlung nach Amerika bewog. Die Phase ihrer abstrakten Bilder ist im Wesentlichen mit der Übersiedlung nach New York 1962 abgeschlossen.

### 1960er-Jahre

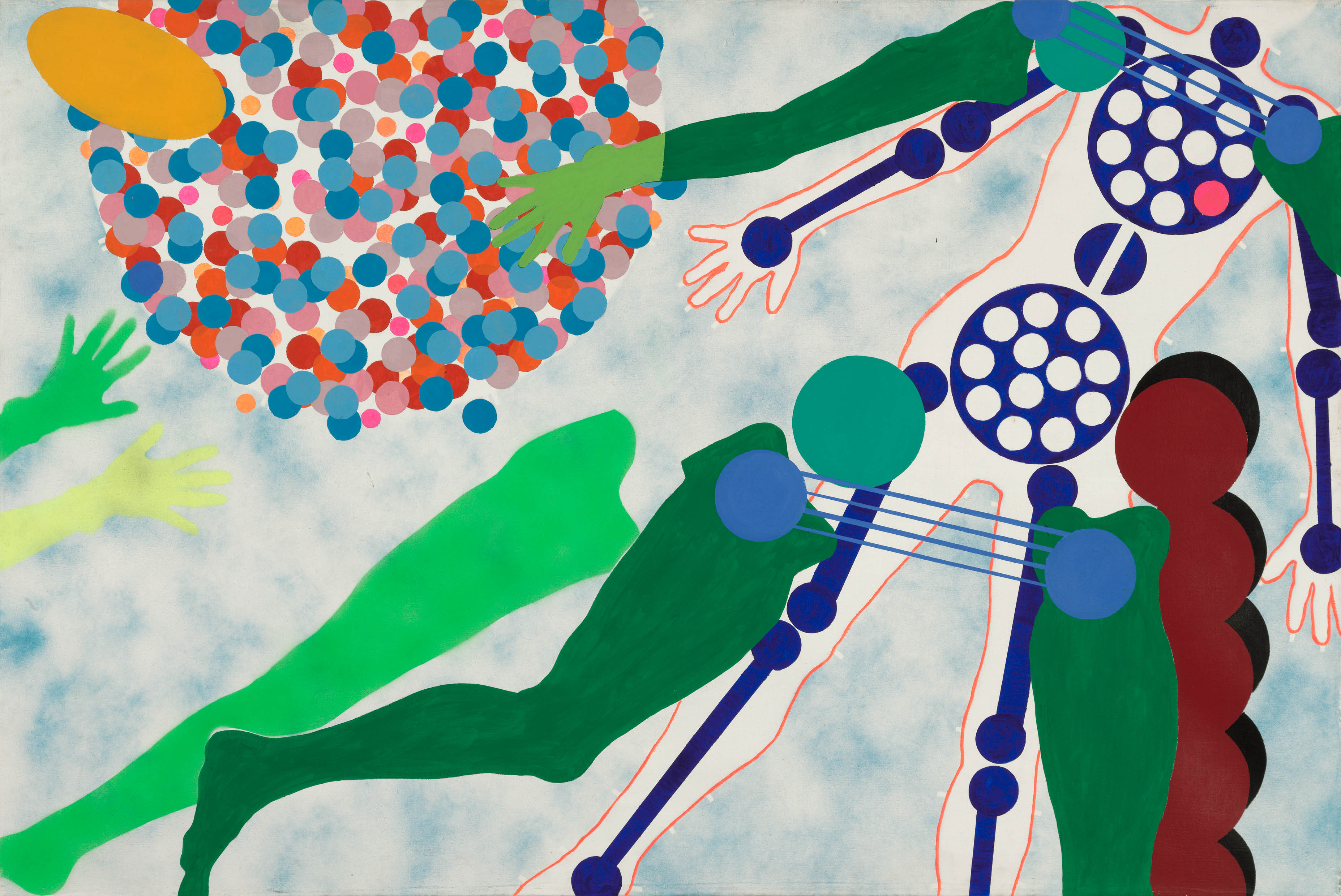
Kiki Kogelnik, Female Robot, 1964, Öl und Acryl auf Leinwand, 123 × 184 cm. Kiki Kogelnik Foundation

Sechsundzwanzigjährig entschließt sich Kiki Kogelnik zu einem längeren Aufenthalt in den Vereinigten Staaten. Sie reiste erstmals im April 1961 für drei Wochen nach New York City und, nach einem weiteren Jahr in Europa, verbrachte sie 1962 die Sommermonate in Santa Monica, Kalifornien. Im Herbst 1962 zog sie endgültig nach New York City. In den New Yorker Ateliers stieß sie überall auf die Werke des abstrakten Expressionismus. Sie trennte sich von ihrer bisherigen Malweise. Die Pop-Art war gerade dabei, sich als Stil zu institutionalisieren, doch bei weitem nicht die beherrschende Auffassung. Dort wurde sie Teil einer eng befreundeten Künstlergruppe, der Roy Lichtenstein, Claes Oldenburg, Andy Warhol, Larry Rivers, Tom Wesselmann und andere angehörten. „Pop became a way of life“, und durch ihre extravaganten Outfits und Kopfbedeckungen wurde Kogelnik selbst zum wandelnden Happening. Kogelniks Arbeit in dieser Zeit war stark von den Farben und Materialien der Pop Art beeinflusst, und sie produzierte zahlreiche bunte, euphorische Space-Art-Werke. Im Gegensatz zu den Pop-Art-Künstlern vermied sie die Verherrlichung des Kommerzes und die Darstellung alltäglicher Objekte, obwohl sie bekannterweise Plastik und das Künstliche als Thema bevorzugte. Zusammenfassend kann man sagen, dass sie nicht ganz die bunten, glamourösen Gemälden an der Werbeästhetik der internationalen Entwicklungen der 1960er-Jahre reflektierte.

„Bei der Farbe war mir wichtig, Dissonanzen zu erzeugen, etwas Aggressives, Künstliches“

In den frühen 1960er-Jahren begann Kogelnik lebensechte Schablonen ihrer Künstlerfreunde aus Packpapier auszuschneiden, um sie danach auf die Leinwand ihrer Gemälde zu übertragen. Diese Schablonen wurden in den 1970er-Jahren als die Hangings zu eigenständigen Kunstwerken aus Vinyl, die auf Warenhausständern präsentiert wurden. 1966 heiratete Kogelnik in London den Onkologen George Schwarz. Nach der Geburt ihres Sohnes Mono kehrte sie 1967 nach New York zurück. 1969 konzipierte Kogelnik ein Moonhappening in der Wiener Galerie nächst St. Stephan. Während der Liveübertragung der Mondlandung von Apollo 11 produzierte sie eine Serie von 500 mondthematischen Siebdrucken. Die Pop-Related Paintings haben Kiki Kogelnik ein knappes Jahrzehnt beschäftigt. Mit den „Hangings“ um 1970, ausgeschnittenen menschlichen Figuren, ist diese Periode abgeschlossen.

### 1970er-Jahre

#### Hangings – Uniformität und Gesichtslosigkeit
Die um 1970 zuerst aufgetretenen „Hangings“ stellen den Abschluss von Kikis Periode der Pop-Related Works dar. Anderseits markieren sie auch das Ende der Euphorie: der Glaube an eine ausschließlich durch den Forscherdrang und Pioniergeist legitimierte Weltraumfahrt war durch das Aufdecken der handfesten militärischen Interessen an ihr erschüttert. Die Herstellungstechnik der „Hangings“ geht auf die Kultivierung eines Arbeitsschrittes bei der Vorbereitung der Gemälde zurück. Die lebensgroßen menschlichen Figuren entsprachen den Schablonen, die sie zur Übertragung der Gestalt in die Bildfläche angefertigt hatte. Anstelle des Packpapiers waren die nun aus dicker, bunter Vinylfolie. Kurz nach den dreidimensionalen Prototypen, 1971, kam es zur Rückübersetzung der „Hangings“ in das Medium Malerei, ohne dass die ikonografische Disposition dadurch verändert wurde.

#### Frauenbilder
Kiki Kogelnik bediente sich der Bildersprache der Gebrauchsgrafik und auch die Kostümierung ihrer Aktionsträger wirkte, als wäre sie alten Modejournalen entnommen. Ihre Körperhaltungen basierten auf gezielter Selbstinszenierung, auf der Wiederholung anerkannter Gesten, die, erst von Stars geprägt und dann von anonymen Mannequins verbreitet, in das allgemeine Gestenvokabular übergingen. Ihre Womenwerke befassten sich mit der Kritik der Rolle der Frau in der Werbung. Wie im Text von der Kunsthalle Krems berichtet wurde: “Auf die erste Welle des Feminismus antwortet Kogelnik in den 1970er-Jahren mit Frauenbildern, in denen sie weibliche Klischees auf ironische Weise demontiert und sexuelle Attribute und Schönheitsideale der Medienwelt paraphrasiert.” Feministische Themen mit Ironie, Humor und cooler Pop-Ästhetik anzugehen, war einzigartig in Kogelniks Arbeit zu dieser Zeit. 1974 begann sie gelegentlich mit Keramik zu arbeiten und benutzte die plastische Form als Erweiterung der Bildfläche.1978 produzierte sie den 16-mm-SW-Kurzfilm CBGB mit dem Schriftsteller und Punkmusiker Jim Carroll in einer Rolle.

„Kiki Kogelniks Kunst lässt sich nicht in ein malerisches Œuvre abgrenzen. Zwischen Malerei und dreidimensionalen Objekten, Skulpturen, Bildern, Keramiken sind fließende Übergänge sichtbar und deuten auf ihre eigene Raum-Bildsprache.“

### 1980er- bis 1990er-Jahre
In den 1980er-Jahren fingen zerstückelte menschliche Körper, Alltagsgegenstände und Zeichen an, Kogelniks Bilder zu füllen. Im Werkzyklus „Expansions“ benutzte sie keramische Elemente, die zusammen mit der Leinwand als Gesamtwerke gezeigt wurden. In späteren Werken wurde der menschliche Körper immer mehr fragmentiert und manipuliert, bis in den 1990er-Jahren ein Großteil der Arbeiten sehr abstrahierte Gesichter zeigte. In dieser Zeit produzierte Kogelnik auch eine Serie von Glasskulpturen, Zeichnungen und Grafiken, in denen sie Kommerz und dekorative Themen im Bereich der Kunst kommentieren wollte, eine Gratwanderung zwischen Kunst und Kitschkleinzeitung. Ab 1987 lebte Kogelnik auch in Bleiburg, wo sie im Geburtshaus ihrer Mutter ein Atelier einrichtete.

### Tod und künstlerischer Nachlass
Kiki Kogelnik starb am 1. Februar 1997 in Wien an den Folgen eines Krebsleidens und wurde im Familiengrab in Bleiburg beigesetzt. Die österreichische Galerie Belvedere zeigte 1998 eine umfassende Retrospektive. Noch vor ihrem Tod, Ende 1996, gründete die Künstlerin die Kiki Kogelnik Foundation, eine US-amerikanische Non-Profit-Privatstiftung, mit Sitz in New York und Wien. Die Foundation bewahrt und archiviert den künstlerischen Nachlass von Kiki Kogelnik und unterstützt Ausstellungs- und Forschungsaktivitäten.

## Diebstähle
Ein entwendetes Werk wurde 2013 nach 17 Jahren im Freien gefunden; ein im Februar 2020 vermisstes Werk tauchte noch im selben Monat wieder auf.

## Einzelausstellungen (Auswahl)
- 1961: Galerie St. Stephan, Wien, Österreich
- 1964: Jerrold Morris International Gallery, Toronto, Kanada
- 1965: Austrian Institute, New York, USA
- 1967: Kunst kommt von künstlich, Galerie nächst St. Stephan, Wien, Österreich
- 1969: Moonhappening Apollo II, Galerie nächst St. Stephan, Wien, Österreich
- 1973: Retrospektive. Kiki Kogelnik, Künstlerhaus Klagenfurt, Österreich
- 1977: Jack Gallery, New York, USA
- 1978: Galerie Kornfeld, Zürich, Schweiz
- 1980: Graphics, Gallery One, Montclair State University – College of the Arts, Montclair, New Jersey, USA
- 1982: Galerie in der GGK Wien, Villa Vojcsik, Österreich, kuratiert von Christian Michelides
- 1982: Galerie Ulysses, Wien, Österreich
- 1983: BAWAG Foundation, Wien, Österreich
- 1986: Broadway Windows, New York, USA
- 1989: Kiki Kogelnik. Retrospektive, Kärntner Landesgalerie, Klagenfurt, Österreich
- 1990: Inside the Clone Factory, Henri Gallery, Washington, D.C., USA
- 1992–93: Expansions – 30 Year New York, Ernst Museum, Budapest, Ungarn; Galerie Úluv, Prag, Tschechische Republik; Palac Kultury i Nauki, Warschau, Polen; Palac Sztuki, Krakau, Polen
- 1994: Expansions/Stereotypes, Mestna Galerija, Ljubljana, Slowenien
- 1995: Glass & Graphics, Gallery next Gritti, Venedig, Italien; Venetian Heads, Österreichische Galerie Belvedere, Wien, Österreich
- 1996: Kiki Kogelnik and the Venetian Heads, Chicago Athenaeum, Chicago, USA
- 1996: Hangings, MAK – Museum für angewandte Kunst, Wien, Österreich
- 1998: Kiki Kogelnik, 1935–1997. Retrospektive, Österreichische Galerie Belvedere, Wien, Österreich; Kärntner Landesgalerie, Klagenfurt, Österreich
- 2004: Kiki Kogelnik, Palais Liechtenstein, Feldkirch, Österreich
- 2005: Kiki Kogelnik. Happy Birthday, Künstlerhaus Klagenfurt, Österreich; Werner Berg Museum, Bleiburg, Österreich
- 2006: Strictly KIKI – Perfectly KOGELNIK, Galerie bei der Albertina - Zetter, Wien, Österreich
- 2012: Early Works: 1964–1970, Simone Subal Gallery, New York, USA
- 2012: I Have Seen the Future, Hamburger Kunstverein, Hamburg, Deutschland
- 2013: Kiki Kogelnik. Retrospektive, Kunsthalle Krems, Österreich
- 2014: No Coca-Cola, König Galerie, Berlin, Deutschland
- 2024: Cuts, Fissures and Identity: Works from the 1960s and 1970s, Simone Subal Gallery, New York, USA
- 2015: Fly Me to the Moon, Modern Art Oxford, Oxford, Vereinigtes Königreich
- 2016: Kiki Kogelnik, König Galerie, Berlin, Deutschland
- 2017: Kiki Kogelnik, Balloon, Split & Co, Galerie bei der Albertina, Zetter, Wien
- 2020: Les cyborgs ne sont pas respectueuses, Musée des beaux-arts, La Chaux-de-Fonds, Schweiz[23]
- 2020: Kiki Kogelnik: Riot of Objects, Mostyn, Llandudno, Wales
- 2023–24: Kiki Kogelnik: Now Is the Time, Bank Austria Kunstforum Wien, Wien, Österreich[24]; Kunstmuseum Brandts, Odense, Dänemark[25]; Kiki Kogelnik: Retrospektive, Kunsthaus Zürich, Zürich, Schweiz
- 2024: Kiki Kogelnik: The Dance, Pace Gallery, London, Vereinigtes Königreich[26]

## Gruppenausstellungen (Auswahl)
- 1958: Galerie nächst St. Stephan, Wien, Österreich
- 1959: Galerie Blauer Apfel, Oslo, Norwegen
- 1964: PVI Gallery, New York, USA
- 1965: Van Bovenkamp Gallery, New York, USA
- 1965: Pop Op Art – Abstract Expressionism, Gertrude Kastle Gallery, Detroit, USA
- 1965: 29th Biennial of Contemporary American Painting, Corcoran Gallery, Washington, D.C., USA
- 1966: Austrian Artists in the United States, Austrian Institute, New York, USA
- 1967: Accrochage, Galerie nächst St. Stephan, Wien, Österreich
- 1968: Contemporary Austrian Art, Zagreb, Kroatien
- 1970: Progressive Kunst in Österreich 1970, Galerie Kaiser, Wien, Österreich
- 1972: GEDOK American Women Artists Show, Kunsthaus Hamburg, Hamburg, Deutschland
- 1974: Hommage à Msgr. Otto Mauer, Galerie Ulysses, Wien, Österreich
- 1976: Bicentennial Banners, Hirshhorn Museum and Sculpture Garden, Smithsonian Institution, Washington D.C., USA; National Singapore Museum, Republik Singapur
- 1977: Spacescapes, Sid Deutsch Gallery, New York, USA
- 1978: Museum of Drawers, Kunsthaus Zürich, Zürich, Schweiz; Los Angeles Institute of Contemporary Art, USA
- 1981: Changes: Art in America 1881–1981, Marquette University Wisconsin, USA
- 1986: Zeichen und Gesten – Informelle Tendenzen in Österreich, Secession, Wien, Österreich
- 1989: Land in Sicht: Österreichische Kunst im 20. Jahrhundert, Mücsarnok Kunsthalle, Budapest, Ungarn
- 1995: Zwei Jahrzehnte Kunst in der BAWAG, BAWAG Foundation, Wien, Österreich
- 1996: Kunst aus Österreich 1896–1996, Kunst- und Ausstellungshalle der BRD, Bonn, Deutschland
- 1997: The Secret of Murano, Museum Het Palais, Den Haag, Niederlande
- 1999: I Love Pop, Chiostro del Bramante, Rome, Italien
- 2001: Reflexionen – Österreichische Avantgarde nach 1945, Museum Moderner Kunst, Stiftung Wörlen, Passau, Deutschland
- 2002: Artists in Glass, National Crafts Gallery, Dublin, Irland
- 2006: PunkEcho – Widerhall von Überall, BrotfabrikGalerie, Berlin, Deutschland
- 2010: Long Time No See, Brno House of Art, Brünn, Tschechien
- 2010: Power Up – Female Pop Art, Kunsthalle Wien, Wien, Österreich; Städtische Galerie, Bietigheim-Bissingen, Deutschland
- 2010: Seductive Subversion: Woman Pop Artists 1958–1968, Brooklyn Art Museum, New York, USA
- 2012–2014: Pop Art Design, Louisiana Museum, Humblebæk, Dänemark; Moderna Museet, Stockholm, Schweden; Barbican Centre, London, Vereinigtes Königreich
- 2014: I Multiplied Myself to Feel Myself, Kunstraum Niederösterreich, Wien, Österreich
- 2015: Rabenmütter – Zwischen Kraft und Krise. Mütterbilder von 1900 bis heute, LENTOS Kunstmuseum Linz, Linz, Österreich
- 2015: Pop in Space. We Choose to Go to the Moon, WAVE/Wolverhampton Art Gallery, Wolverhampton, Vereinigtes Königreich
- 2015: The World Goes Pop, Tate Modern, London, Vereinigtes Königreich
- 2016: Wir Wegbereiter. Pioniere der Nachkriegsmoderne, MUMOK, Wien, Österreich
- 2016: Illumination, New Contemporary Art at Louisiana, Louisiana Museum, Humblebæk, Dänemark
- 2016: Stano Filko, Kiki Kogelnik, Lira Gallery, Rom, Italien
- 2016: Untitled Body Parts, Simone Subal Gallery, New York, USA
- 2019–2020: Der montierte Mensch, Museum Folkwang, Essen, Deutschland[27]
- 2020–22: She-Bam Pow Pop Wizz! The Amazons of Pop, MAMAC Nice, Nizza, Frankreich[28]; Amazons of Pop! Künstlerinnen, Superheldinnen, Ikonen, 1961–1973, Kunsthalle Kiel, Kiel, Deutschland[29]; Kunsthaus Graz, Graz, Österreich
- 2022: Future Bodies from a Recent Past – Skulptur, Technologie, Körper seit den 1950er-Jahren, Museum Brandhorst, München, Deutschland[30]
- 2022: The Milk of Dreams, 59th International Art Exhibition of La Biennale di Venezia, Venedig, Italien[31]
- 2023: The Interior Life: Recent Acquisitions, National Gallery of Art, Washington, D.C., USA
- 2023: Plastic World, Schirn Kunsthalle Frankfurt, Deutschland
- 2023: Zerreißprobe. Kunst zwischen Politik und Gesellschaft, Neue Nationalgalerie, Staatliche Museen zu Berlin, Deutschland[32]
- 2024: Le monde comme il va, Pinault Collection, Bourse de Commerce, Paris, Frankreich
- 2024: Forever Pop, Tom Wesselmann & ..., Fondation Louis Vuitton, Paris, Frankreich
- 2025: The Impermanent: Four Takes on the Collection, Museum of Modern Art Warsaw, Warschau, Polen
- 2025: To Open Eyes: Artists' Views, Centre Pompidou Málaga, Spanien

## Arbeiten im öffentlichen Raum
- 1989: Friday Night, Temple Bar, New York, USA
- 1989: I Have Seen the Future, Kunst am Bau, Goiginger Kaserne, Bleiburg, Österreich
- 1990: Guardian Angel, Firma Hirsch, Klagenfurt, Österreich
- 1991/92: Jesus wird seiner Kleider beraubt, Kreuzweg, St. Kanzian, Stein/Jauntal, Österreich
- 1993/94: Freyungsbrunnen, Bleiburg, Österreich
- 1994: Doorman, Europa Design Depot Klagenfurt, Österreich; heutiger Standort: Warmbad Villach, Österreich
- 1995: Empire State Building, Kunst am Bau, Hotelfachschule Warmbad, Villach, Österreich
- 1996: Der Totentanz, Karner, St. Kanzian, Stein/Jauntal, Österreich
- 1997: Der Gesang, Landhausplatz Klagenfurt, Österreich

## Auszeichnungen
- 1995: Preis der Stadt Wien für Bildende Kunst
- 1997: Die Stadt Bleiburg verleiht ihr die Ehrenbürgerschaft
- 1998: Posthum das österreichische Ehrenkreuz für Wissenschaft und Kunst

## Monografien (Auswahl)
- Kiki Kogelnik, Galerie nächst St. Stephen, Wien, September 1967.
- Kiki Kogelnik, Retrospektive, Kunstverein für Kärnten, 1973.
- Kiki Kogelnik, Do you know why we have 2 breasts? They once were cut apart, Wien, April 1976.
- Kiki Kogelnik, Eintagsfliege, Kindberg, 1983.
- Kiki Kogelnik, Ritter Verlag, Klagenfurt, 1989.
- Kiki Kogelnik, 1234567, Klagenfurt: Ritter, 1991.
- Kiki Kogelnik, Kogelnik Kiki, Wien: Ed. Zetter, 1992.
- Kiki Kogelnik, Hangings, Wien: MAK-Galerie, 1996.
- Kiki Kogelnik, Kiki Kogelnik, 1935-1997. Retrospektive, Wien: Böhlau, 1998.
- Kiki Kogelnik: Das malerische und plastische Werk, von Gabriela Fritz, Hermagoras, 2001.
- Kiki Kogelnik, Happy Birthday, Kunstverein für Kärnten, 2005.
- Kiki Kogelnik: I Have Seen the Future, Kunstverein Hamburg, Snoeck, 2012.
- Kiki Kogelnik, Retrospektive, Kunsthalle Krems, Verlag für Moderne Kunst, 2013, 1. Aufl.
- Kiki Kogelnik, Fly Me to the Moon, Modern Art Oxford, 2015.
- Kiki Kogelnik: Now Is the Time, Kunstforum Wien/Kunstmuseum Brandts/Kunsthaus Zürich, Kehrer Verlag, 2023.

## Presse (Auswahl von 1999 bis heute)
- 1999: Gabriela Fritz, Women`s Lib, Kiki Kogelniks Frauenbilder, Parnass, Sonderheft Künstlerinnen, 1999, pp. 60–66.
- 2012: Hajo Schiff, WG aus fernen Pop-Zeiten, TAZ, 2. November 2012.[33]
- 2012: Anne Doran, Kiki Kogelnik, Art in America, 12, Dezember 2012.[34]
- 2013: Anne Katrin Fessler, Punk-Kosmonautin küsst den Knochenmann, der Standard, 15. Juli 2013.[35]
- 2014: Alicia Reuter, Space is the Place, Sleek, Summer 2014, pp. 228.
- 2014: Eva Scharrer, Körper als Figur, Spike, no 41, pp. 194–195.
- 2015: Alex Kitnick, Kiki Kogelnik, Artforum, 01/2015, pp. 213–214.
- 2015: Tim Adams, Josh Kline: Freedom; Kiki Kogelnik. Fly Me to the Moon review – an unnerving fantasy world and off-the-peg identities, The Guardian, 23. August 2015.[36]
- 2015: Laura Castellis, Review of Kiki Kogelnik: Fly Me to the Moon at Modern Art Oxford, Aesthetica Magazine, 27. Oktober 2015.[37]
- 2016: Elsa R. Linn, Critic´s Guide: Berlin, Frieze, 29. Februar 2016.[38]
- 2016: Mariuccia Casadio, K.K.´S POP, Vogue Italia, Mai 2016, n. 789, pp. 178.

## Filme über Kogelnik
- 1975: Kiki Kogelnik – Eine Frau Malerin, ORF, 12 Min.
- 1994: Kiki Kogelnik – Schere statt Pinsel, ORF, 30 Min.
- 2010: Kikis Kosmos – Die Kunst der Kiki Kogelnik, ORF, 44 Min.[39]